# Sanofi
Sanofi este o companie farmaceutică franceză cu sediul în Paris, unul dintre liderii mondiali ai acestei industrii, alături de GlaxoSmithKline, Pfizer și Novartis.
Sanofi este liderul pieței farmaceutice din Europa și deține a patra poziție la nivel mondial.
În martie 2009, compania a preluat controlul producătorului ceh de medicamente Zentiva.

## Sanofi în România
Compania este liderul pieței farma, după integrarea Zentiva, care deține producătorul român de medicamente Sicomed.
În România, Sanofi-Aventis are 900 de angajați - 400 în zona comercială, restul fiind implicați în operațiunile industriale (în fabrică).
În perioada august 2008-august 2009, compania a avut vânzări în România de 190 de milioane de euro și o cotă de piață de 10% ca valoare.